# Cattle Decapitation
Cattle Decapitation američki je deathgrind-sastav iz San Diega. U njihovim pjesmama snažno je izražen protest protiv zlostavljanja životinja i uništavanja okoliša. Originalno su svi članovi bili vegetarijanci, no trenutačno su to samo dva člana, gitarist Josh Elmore i pjevač Travis Ryan koji je i autor većine tekstova pjesama.

## Povijest sastava
Sastav je osnovan 1996. te su prvu postavu činili Scott Miller, Gabe Serbian i Dave Astor. Ubrzo Millera mijenja Travis Ryan, te u toj postavi snimaju EP Human Jerky i prvi studijski album Homovore.  Na idućem albumu To Serve Man, koji su objavili za izdavačku kuću Metal Blade pridružuju im se basist Troy Oftedal te drugi gitarist Josh Elmore. Godine 2006. objavljuju album Humanure koji su zbog omota (na kojem je prikazana krava kako izbacuje ljudske ostatke) mnoga prodajna mjesta odbila prodavati. Na albumu su gostovali članovi grupe The Locust te bivši član Scott Miller. Iduća dva albuma, Karma.Bloody.Karma i The Harvest Floor objavljuju 2006. i 2009. Na svojem šestom studijskom albumu The Monolith of Inhumanity iz 2012. uz deathgrind pridodali su i elemente progresivnog death metala, te je dobio mnoge pozitivne recenzije od glazbenih kritičara i obožavatelja. U kolovozu 2015. godine objavljuju album The Antropocene Extinction koji se tematski se bave budućnošću Zemlje, odnosno pogubnim čovjekovim utjecajem na okoliš.
U kolovozu 2018. godine, sastavu su se priključili basist benda Cryptopsy Olivier Pinard kao zamjena za Dereka Engemanna te Belisario Dimuzio koji je dotad svirao ritam gitaru za sastav na turnejama. Ovim promjenama sastav je postao peteročlani bend. Snimanje osmog studijskog albuma Death Atlas započelo je u svibnju 2019. godine te je izdan u studenom iste godine.
Deveti album, Terrasite, izdan je 12. svibnja 2023. godine, te je posvećen preminulom bivšem članu benda, Gabeu Serbianu.

## Članovi sastava
Trenutačna postava
- Travis Ryan – vokal (1997.–)
- Josh Elmore – gitara (2001.–)
- Dave McGraw – bubnjevi (2007.–)
- Olivier Pinard – bas-gitara (2010.–)
- Belisario Dimuzio – ritam gitara (2016.–)

Bivši članovi
- Scott Miller – gitara, vokal (1996.)
- Gabe Serbian – gitara (1996. – 2000.)
- Dave Astor – bubnjevi (1996. – 2002.)
- Michael Laughlin – bubnjevi (2004. – 2007.)
- Troy Oftedal – bas-gitara (2001. – 2009.)
- Derek Engemann - bas-gitara (2010. – 2017.)

## Diskografija
Studijski albumi
- Homovore (2000.)
- To Serve Man (2002.)
- Humanure (2004.)
- Karma.Bloody.Karma (2006.)
- The Harvest Floor (2009.)
- Monolith of Inhumanity (2012.)
- The Anthropocene Extinction (2015.)
- Death Atlas (2019.)
- Terrasite (2023.)

EP-ovi
- Human Jerky (1999.)

Split albumi
- Cattle Decapitation / Caninus (2005.)

## Vanjske poveznice
- Službena stranica